# AZ Cancri
AZ Cancri är en ensam stjärna i mellersta delen av stjärnbilden Kräftan. Den har en skenbar magnitud av ca 17,59 och kräver ett kraftfullt teleskop för att kunna observeras. Baserat på parallax enligt Gaia Data Release 3 på ca 73,9 mas, beräknas den befinna sig på ett avstånd på ca 44 ljusår (ca 13,5 parsek) från solen. Den rör sig bort från solen med en heliocentrisk radialhastighet på ca 66 km/s. AZ Cancri ingår i den öppna stjärnhopen Bikupan, även känd som Praesepe eller NGC 2632.

## Egenskaper
AZ Cancri är en röd dvärgstjärna i huvudserien av spektralklass M6.5 Ve och katalogiseras som en flarestjärna.  Den har en massa som är ca 0,10 solmassor, en radie som är ca 0,13 solradier och har ca 0,015 gånger solens utstrålning av energi från dess fotosfär vid en effektiv temperatur av ca 2 800 K. AZ Cancri har också visat sig vara en röntgenkälla, med ROSAT-beteckningarna RX J0840.4+1824 och 1RXS J084029.9+182417. Röntgenljusstyrkan har uppmätts till 27,40 ergs/s.

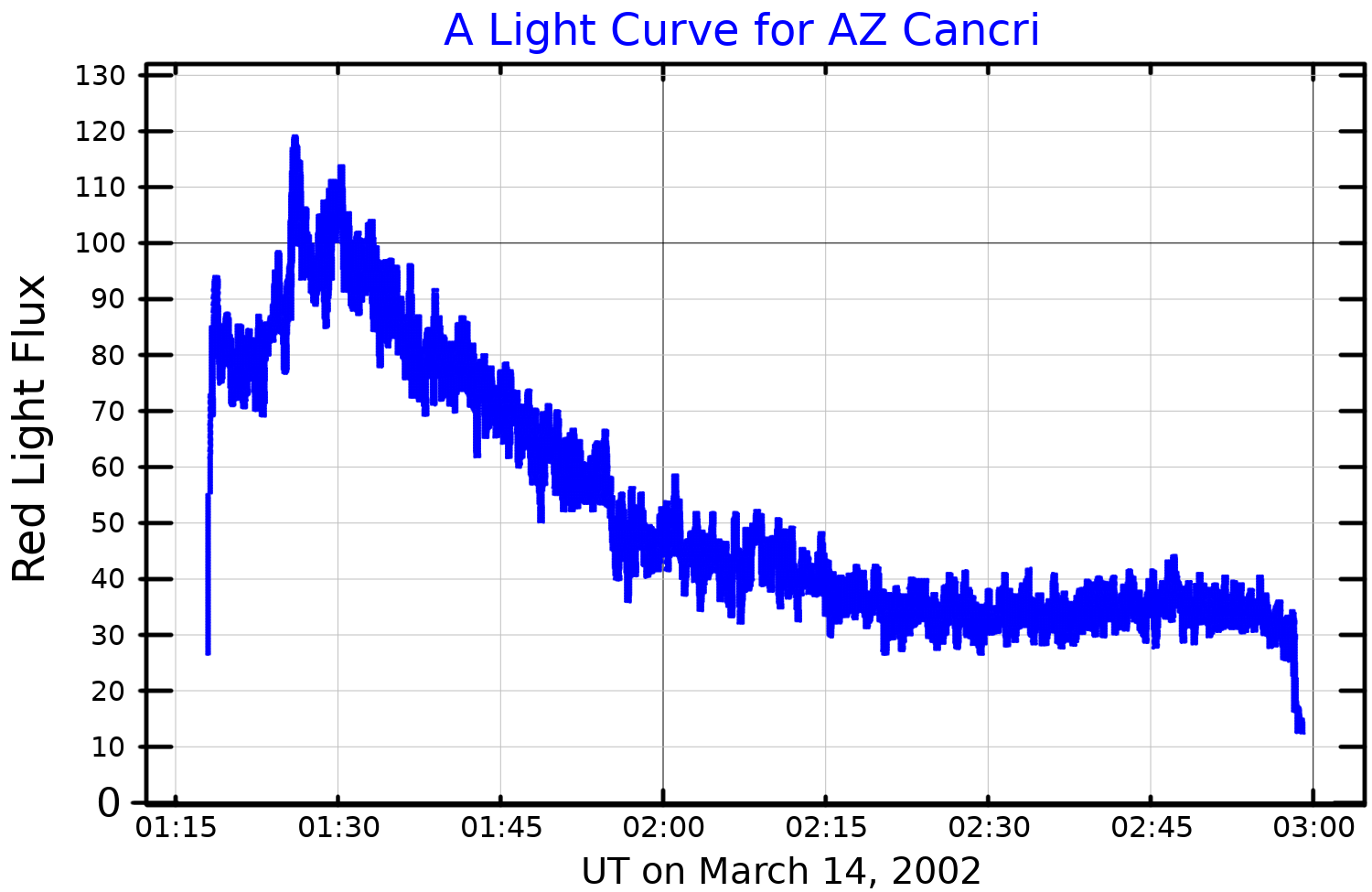
Ljuskurva i det röda bandet för en flare på AZ Cancri, plottad från Fuhrmeister et al.

Röntgenljusstyrkan för AZ Cancri ökade med minst två magnituder under en flare som varade i mer än 3 timmar och nådde en toppemissionsnivå på mer än 1029 ergs/s. Under en annan långvarig flare (14 mars 2002), uppstod mycket starka vingasymmetrier i alla linjer i Balmerserien och alla starka He I-linjer, men inte i metallinjerna.
Linjeasymmetrierna har tillskrivits nedåtgående material, specifikt en serie av flareutlösta nedåtgående kromosfäriska kondensationer, eller kromosfäriska nedåtgående kondensationer (CDC) som på solen.
AZ Cancri har en korona och detta kan tyda på att en distributionsdynamo är lika effektiv till att producera magnetiskt flöde som en skaldynamo. Mellan genereringen av ett magnetfält och emissionen av röntgenstrålar ligger den koronala uppvärmningsmekanismen.